# Helga Kneidl
Helga Kneidl, geb. Claus, (* 29. September 1939 in Dresden) ist eine deutsche Fotografin.

## Leben
Zwischen 1953 und 1958 erlernte Helga Claus auf der Palucca-Schule künstlerischen Tanz. Anschließend war sie als Tänzerin an verschiedenen deutschen Bühnen und bei Festspielen engagiert. 1961 heiratete sie den Bühnenbildner Karl Kneidl. Aus der Ehe gingen zwei Kinder hervor, Kathrin und Franziska Kneidl.
Bei Leonard Zubler in Zürich lernte Helga Kneidl Theaterfotografie (1969/1970). Sie fotografierte die Proben zu Changeling unter Regie von Peter Stein am Schauspielhaus Zürich. Schließlich ging sie 1970 an die Schaubühne nach Berlin. 1973 reiste sie nach Paris und porträtierte Romy Schneider. Zwischen 1972 und 1978 war sie zunächst Hausfotografin an der Berliner Schaubühne und übernahm auch Aufträge für das Schiller- und Gripstheater. Sie stand bei Ivan Nagel am Hamburger Schauspielhaus unter Vertrag und arbeitete in Zürich und Rotterdam. 1979/1980 entstand ein Fotofilm über den Big Apple in New York.
Von 1980 bis 1996 war sie wieder am Hamburger Schauspielhaus. In den achtziger Jahren porträtierte sie unter anderem Joseph Beuys, Rainer Werner Fassbinder, Heiner Müller und Erland Josephson. Als Gast fotografierte sie bei Günter Krämer in Bremen sowie an der Hamburger Staatsoper bei Schaaf, Dresen und Mussbach. Sie erstellte Standfotos für Filme bei Blumenberg, Senf und Vielsmeier. Zudem veröffentlichte sie Aufnahmen in Zeitungen, Zeitschriften und Büchern. 2001 übernahm sie die Theaterfotografie für Hans Neuenfels Inszenierung Titus Andronicus am Deutschen Theater in Berlin.
Seit 1997 lebt Helga Kneidl in Berlin und arbeitet hauptsächlich im Bereich der Porträtfotografie.

## Veröffentlichungen
- Romy – Drei Tage im Mai. Lardon, 2001.